# Mnquma Local Municipality
Mnquma (englisch Mnquma Local Municipality) ist eine Lokalgemeinde im Distrikt Amathole der südafrikanischen Provinz Ostkap. Der Sitz der Gemeindeverwaltung befindet sich in Butterworth. Bürgermeister ist Sithembiso Ncetezo.

## Städte und Orte
- Butterworth
- Kentani
- Mazeppa Bay
- Msobomvu

## Bevölkerung
Im Jahr 2011 hatte die Gemeinde 252.390 Einwohner. Sie waren zu 99,4 % schwarz. Erstsprache war zu 94,2 % isiXhosa und zu 1,3 % Englisch.